# Shangay Lily
Enrique Hinojosa Vázquez, més conegut pel seu nom artístic Shangay Lily i també Miss Shangay Lily (Màlaga, 1 de març de 1963-Madrid, 11 d'abril de 2016), va ser un drag queen, activista LGBT i feminista, escriptor i actor espanyol.

## Biografia
Shangay Lily, nom artístic d'Enrique Hinojosa Vázquez, va aconseguir certa notorietat en el Madrid nocturn dels noranta per organitzar l'anomenat Shangay Tea Dance, que va portar a Espanya el concepte anglosaxó de festes temàtiques en diferents locals i va aconseguir una fidel base de seguidors. La posterior creació de la revista Shangay Express, que en els seus inicis era un fanzine que barrejava humor i activisme, el va convertir en un dels pioners de les publicacions gratuïtes per gais del país.
Va ser dels primers a mostrar obertament la seva homosexualitat en televisió, en programes com Esta noche, sexo (Antena 3, 1994) o Esta noche cruzamos el Mississippi (Telecinco, 1994), on va defensar l'activisme queer i gai, i el feminisme. Es va convertir en un personatge habitual de la televisió espanyola participant en programes com a Corazón de… (TVE, 1998-2000) o La noche prohibida (A3 TV, 1995), en els quals va fer gala d'un humor incisiu i una extravagant personalitat. Anys després participaria en la primera edició del programa de telerrealitat La granja de los famosos (A3 TV, 2004), sent el vuitè eliminat. Igualment va ser el responsable d'un espai sobre literatura, titulat Shangay Café (Onda 6-Grupo Vocento, 2003-04).
En cinema va debutar fent un cameig en la comèdia de Manuel Gómez Pereira Boca a boca (1995), protagonitzada per Javier Bardem i Aitana Sánchez-Gijón. Deu anys després va escriure, dirigir i protagonitzar la pel·lícula, inèdita en el circuit comercial, Santa Miguel de Molina (2005), una àcida denúncia sobre l'apatia de la comunitat gai on reflexionava sobre el que lluitadors com el seu ídol Miguel de Molina opinarien sobre la suposada traïció a l'ideari de la revolució homosexual. Es va presentar en el festival LesGaiCineMad de 2005.
A l'octubre de 2007 va estrenar la seva obra de teatre en forma de monòlegs Burgayses, una sàtira de l'aburgesament de l'elit gai, que va representar a Madrid i Saragossa abans de bolcar-se en el seu projecte musical HiperSuperMegaDiva.
Al febrer de 2008 va presentar sense èxit la seva candidatura a representar a Espanya en el festival d'Eurovisió 2008 amb la seva cançó HiperSuperMegaDiva, una cançó dance amb tints autobiogràfics que parlava de la infància d'un nen homosexual que acabava decidint ser una diva, en resposta a les pressions de la seva família, el col·legi i la societat en general. Entre 536 candidatures, Shangay Lily va acabar en el lloc 197 amb 1.003 vots.
Al novembre de 2010 va irrompre en una conferència del líder del PP Mariano Rajoy, abillat amb les seves característiques robes al crit de «Ja n'hi ha prou d'homofòbia en el PP».
Es va destacar en el moviment de protesta contra la celebració de les Jornades Mundials de la Joventut de Madrid en una fotografia que va fer la volta al món en la qual increpava a unes noies catòliques que intentaven impedir el pas de la manifestació contrària a les jornades resant el rosari.
Va ser comentarista habitual del periòdic Público, on va mantenir un bloc, en el qual escrivia especialment sobre temes d'homofòbia i discriminació contra el col·lectiu gai.

## Filmografia
- Boca a boca (Manuel Gómez Pereira, 1995)
- Santa Miguel de Molina (Miss Shangay Lily, 2005), que mai va ser estrenada en els circuits comercials.

## Televisió
- Esta noche sexo (Antena 3, 1994)
- Esta noche cruzamos el Mississippi (Telecinco, 1994)
- La noche prohibida (Antena 3, 1996)
- En Exclusiva (Canal Nou, 1997)
- Corazón de... (TVE, 1998)
- Quédate conmigo (Telecinco, 2001)
- Shangay Café (Onda 6, 2003)
- La Granja de los Famosos (Antena 3, 2004)

## Teatre
- Monólogos feministas para una Diva (2002)
- Mari, ¿me pasas el poppers? (la dis-función) (2003)
- Uterolandia (2005)
- Burgayses (2007)
- Movilizarse no es hablar por el móvil (2010)
- Masculino singular (2011)